# Ross Hutchins
Ross Dan Hutchins (* 22. Februar 1985 in Wimbledon) ist ein ehemaliger britischer Tennisspieler aus England.

## Leben und Karriere
Russ Hutchins ist Sohn des ehemaligen britischen Davis-Cup-Spielers und Kapitäns Paul Hutchins. Nachdem Ross 2001 die britischen Meisterschaften im Doppel mit Partner James Smith gewonnen hatte, wurde er 2002 Profi.
Hutchins spielte in seiner Zeit als Profi selten im Einzel und konzentrierte sich aufs Doppel. Dort machte er auch auf sich aufmerksam und konnte 2007 das Jahr unter den ersten 100 der Doppelrangliste beenden.
Im folgenden Jahr gewann er mit Stephen Huss gegen die an Position vier gesetzten Mahesh Bhupathi und Mark Knowles in der ersten Runde bei den French Open. Zusammen gewann die beiden am Ende des Jahres das ATP Turnier in Peking. Diese Erfolge bescherten Hutchins Einberufungen in die britische Davis-Cup-Mannschaft, wo er eine Partie gewinnen konnte. Bei den Commonwealth Games 2010 gewann er im Doppel an der Seite von Ken Skupski die Silbermedaille.
Ende 2012 wurde bei Ross Hutchins ein Hodgkin-Lymphom diagnostiziert, weshalb er seine Karriere unterbrach. Zu Beginn der Saison 2014 gab er sein Comeback, wieder an der Seite von Colin Fleming, mit dem er ab 2011 drei Titel gewann und ein weiteres Finale bestritt. Im Mai 2014 stand er mit Fleming in München nochmals im Finale, ehe er im September seine Karriere beendete.

## Erfolge
| Legende (Anzahl der Siege)  |
| Grand Slam                  |
| ATP World Tour Finals       |
| ATP World Tour Masters 1000 |
| ATP World Tour 500          |
| ATP World Tour 250 (5)      |
| ATP Challenger Tour (8)     |

| Titel nach Belag |
| Hartplatz (4)    |
| Sand (0)         |
| Rasen (1)        |
| Teppich (0)      |

### Doppel

#### Turniersiege

##### ATP World Tour
| Nr. | Datum              | Turnier        | Belag         | Partner       | Finalgegner                         | Ergebnis           |
| --- | ------------------ | -------------- | ------------- | ------------- | ----------------------------------- | ------------------ |
| 1.  | 22. September 2008 | Peking         | Hartplatz (i) | Stephen Huss  | Ashley Fisher Bobby Reynolds        | 7:5, 6:4           |
| 2.  | 31. Oktober 2010   | Montpellier    | Hartplatz (i) | Stephen Huss  | Marc López Eduardo Schwank          | 6:2, 4:6, [10:7]   |
| 3.  | 30. Oktober 2011   | St. Petersburg | Hartplatz (i) | Colin Fleming | Michail Jelgin Alexander Kudrjawzew | 6:3, 6:75, [10:8]  |
| 4.  | 4. März 2012       | Delray Beach   | Hartplatz     | Colin Fleming | Michal Mertiňák André Sá            | 2:6, 7:65, [15:13] |
| 5.  | 23. Juni 2012      | Eastbourne     | Rasen         | Colin Fleming | Jamie Delgado Ken Skupski           | 6:4, 6:3           |

##### ATP Challenger Tour
| Nr. | Datum            | Turnier    | Belag         | Partner         | Finalgegner                         | Ergebnis           |
| --- | ---------------- | ---------- | ------------- | --------------- | ----------------------------------- | ------------------ |
| 1.  | 17. Juli 2006    | Manchester | Rasen         | Joshua Goodall  | Chris Guccione Thomas Oger          | 6:3, 7:65          |
| 2.  | 14. August 2006  | Graz       | Hartplatz (i) | Jonathan Marray | James Auckland Jamie Delgado        | 6:75, 6:4, [15:13] |
| 3.  | 6. November 2006 | Eckental   | Teppich       | Joshua Goodall  | Sander Groen Torsten Popp           | 7:5, 6:3           |
| 4.  | 6. August 2007   | Istanbul   | Hartplatz (i) | James Auckland  | Dick Norman Kristof Vliegen         | 5:7, 7:65, [10:7]  |
| 5.  | 9. August 2008   | Segovia    | Hartplatz     | Jim Thomas      | Jaroslav Levinský Filip Polášek     | 7:63, 3:6, [10:8]  |
| 6.  | 17. Oktober 2010 | Taschkent  | Hartplatz     | Jamie Murray    | Karol Beck Filip Polášek            | 2:6, 6:4, [10:8]   |
| 7.  | 7. November 2010 | Astana     | Hartplatz (i) | Colin Fleming   | Michail Jelgin Alexander Kudrjawzew | 6:3, 7:610         |
| 8.  | 5. Juni 2011     | Nottingham | Rasen         | Colin Fleming   | Dustin Brown Martin Emmrich         | 4:6, 7:68, [13:11] |

#### Finalteilnahmen
| Nr. | Datum            | Turnier    | Belag         | Partner        | Finalgegner                       | Ergebnis          |
| --- | ---------------- | ---------- | ------------- | -------------- | --------------------------------- | ----------------- |
| 1.  | 24. Juni 2007    | Nottingham | Rasen         | Joshua Goodall | Jamie Murray Eric Butorac         | 6:4, 3:6, [5:10]  |
| 2.  | 6. Oktober 2008  | Moskau     | Teppich (i)   | Stephen Huss   | Serhij Stachowskyj Potito Starace | 6:74, 6:2, [6:10] |
| 3.  | 20. Oktober 2008 | Lyon       | Teppich (i)   | Stephen Huss   | Michaël Llodra Andy Ram           | 3:6, 7:5, [8:10]  |
| 4.  | 11. Oktober 2009 | Tokio      | Hartplatz     | Jordan Kerr    | Julian Knowle Jürgen Melzer       | 2:6, 7:5, [8:10]  |
| 5.  | 17. Januar 2010  | Sydney     | Hartplatz     | Jordan Kerr    | Daniel Nestor Nenad Zimonjić      | 3:6, 6:75         |
| 6.  | 21. Februar 2010 | Memphis    | Hartplatz (i) | Jordan Kerr    | John Isner Sam Querrey            | 4:6, 4:6          |
| 7.  | 15. Juli 2012    | Newport    | Rasen         | Colin Fleming  | Scott Lipsky Santiago González    | 6:73, 3:6         |
| 8.  | 4. Mai 2014      | München    | Sand          | Colin Fleming  | Jamie Murray John Peers           | 4:6, 2:6          |